# Вохтозьке міське поселення
Вохто́зьке міське поселення (рос. Вохтожское городское поселение) — міське поселення у складі Грязовецького району Вологодської області Росії.
Адміністративний центр — селище міського типу Вохтога.

## Населення
Населення міського поселення становить 6853 особи (2019; 8172 у 2010, 9629 у 2002).

## Історія
1929 року у складі новоутвореного Грязовецького району були утворені Вохтозька сільська рада. У період 1935-1954 років сільради входили до складу Лезького району. 1941 року до складу Грязовецького району включена Монзенська сільська рада сусіднього Міждуріченського району. У період 1960-1966 років Вохтозька сільрада входила до складу Сидоровської сільської ради. 1979 року Монзенська перейменована в Каменську сільську раду. Станом на 1999 рік існували смт Вохтога, Вохтозька сільська рада (25 населених пунктів), Дем'яновська сільська рада (14 населених пунктів) та Каменська сільрада (11 населених пунктів). 2001 року селища Пересіченіє та Шпалорізка приєднані до складу селище Вострогський.
Станом на 2002 рік існували Вохтозька селищна рада (смт Вохтога), Вохтозька сільрада (присілки Аксеново, Антипино, Афанасково, Білово, Ваганово, Верхня Пустинь, Вохтога, Дресвище, Єлховка, Комарово, Корючево, Міхалково, Нижня Пустинь, Нікольське, Родіоново, Строєво, Тарасово, Целенниково, Черновка, Чухариця, хутори Глибоке, Ісади, Каргино, селища Лукино, Підбережський), Дем'яновська сільрада (село Дем'яново, присілки Богдановка, Васильєвка, Восья, Каменка, Липіхіно, Лисово, Меленка, Муниково, Орлово, Путилово, Станове, селища 18 км, Монза) та Каменська сільрада (селища Вострогський, Восья, Істопний, Каменка, Кирпичне, Кирпичний Завод, Максимовка, Підкаменка, Стіклянка). 2004 року Дем'яновська сільрада приєднана до складу Вохтозької сільради. 2006 року смт Вохтога та Вохтозька сільрада утворили Вохтозьке міське поселення, Каменська сільрада — Каменське сільське поселення. 2013 року до складу Вохтозького сільського поселення було включене ліквідоване Каменське сільське поселення. 2020 року ліквідовано присілок Лисово.

## Склад
До складу сільського поселення входять:
| Населений пункт               | Населення, осіб (2002) | Населення, осіб (2010) |
| ----------------------------- | ---------------------- | ---------------------- |
| 18 км, селище                 | 1                      | 2                      |
| Аксьоново, присілок           | 122                    | 104                    |
| Антипино, присілок            | 5                      | 3                      |
| Афанасково, присілок          | 0                      | 0                      |
| Білово, присілок              | 5                      | 3                      |
| Богданово, присілок           | 6                      | 4                      |
| Ваганово, присілок            | 17                     | 2                      |
| Васильєвка, присілок          | 3                      | 1                      |
| Верхня Пустинь, присілок      | 2                      | 2                      |
| Вострогський, селище          | 410                    | 283                    |
| Восья, селище                 | 52                     | 21                     |
| Восья, присілок               | 7                      | 0                      |
| Вохтога, селище міського типу | 7247                   | 6375                   |
| Вохтога, присілок             | 151                    | 118                    |
| Глибоке, хутір                | 247                    | 239                    |
| Дем'яново, село               | 206                    | 196                    |
| Дресвище, присілок            | 102                    | 75                     |
| Єлховка, присілок             | 2                      | 0                      |
| Ісади, хутір                  | 52                     | 46                     |
| Істопний, селище              | 120                    | 73                     |
| Каменка, селище               | 116                    | 65                     |
| Каменка, присілок             | 4                      | 0                      |
| Каргино, хутір                | 82                     | 76                     |
| Кирпичне, селище              | 13                     | 0                      |
| Кирпичний Завод, селище       | 18                     | 7                      |
| Комарово, присілок            | 2                      | 1                      |
| Корючево, присілок            | 8                      | 6                      |
| Липіхіно, присілок            | 0                      | 0                      |
| Лисово, присілок              | 0                      | 0                      |
| Лукино, селище                | 5                      | 0                      |
| Максимовка, селище            | 26                     | 9                      |
| Меленка, присілок             | 0                      | 0                      |
| Міхалково, присілок           | 10                     | 4                      |
| Монза, селище                 | 14                     | 8                      |
| Муниково, присілок            | 17                     | 3                      |
| Нижня Пустинь, присілок       | 1                      | 0                      |
| Нікольське, присілок          | 9                      | 4                      |
| Орлово, присілок              | 53                     | 34                     |
| Підбережський, селище         | 4                      | 0                      |
| Підкаменка, селище            | 41                     | 33                     |
| Путилово, присілок            | 77                     | 49                     |
| Родіоново, присілок           | 10                     | 6                      |
| Станове, присілок             | 33                     | 27                     |
| Стіклянка, селище             | 0                      | 0                      |
| Строєво, присілок             | 27                     | 22                     |
| Тарасово, присілок            | 135                    | 122                    |
| Ціленниково, присілок         | 32                     | 33                     |
| Черновка, присілок            | 0                      | 0                      |
| Чухариця, присілок            | 135                    | 116                    |